# Asphondylia conglomerata
Asphondylia conglomerata är en tvåvingeart som beskrevs av Stefani 1900. Asphondylia conglomerata ingår i släktet Asphondylia och familjen gallmyggor. Inga underarter finns listade i Catalogue of Life.